# Hervormde kerk (Streefkerk)
De hervormde kerk van Streefkerk, in de Nederlandse gemeente Molenlanden, is een kruiskerk uit 1495. De kerk staat op een terp.

## Geschiedenis
De kerk stamt uit 1495, maar daarvoor in 1310 stond er waarschijnlijk al op dezelfde plek een kapel. De kerk was aanvankelijk rooms-katholiek, maar werd in 1574 protestants. De kerk is drie keer door een brand verwoest. Een keer door de Spanjaarden in 1575 en ook in 1647 en in 1914. De legende gaat dat in 1647 de kerk weer is opgebouwd met de stenen van ruïne Schonenburg.

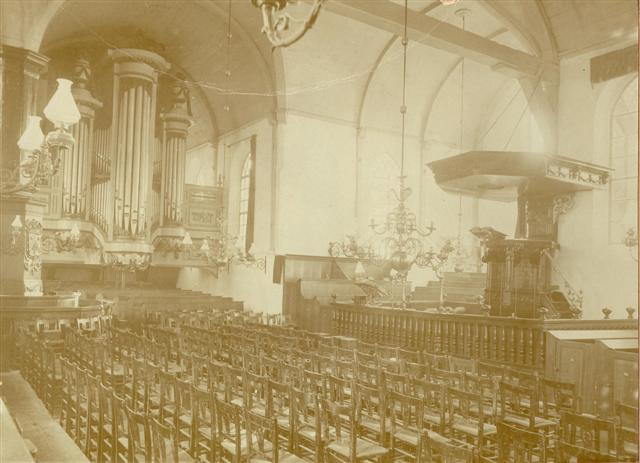
Interieur voor de brand van 1914

De kerk wordt gebruikt door de Hervormde Gemeente Streefkerk.